# Щелкунчик (мультфильм, 1973)
«Щелку́нчик» — советский музыкальный рисованный мультипликационный фильм, снятый в 1973 году режиссёром Борисом Степанцевым по мотивам сказки Эрнста Теодора Амадея Гофмана «Щелкунчик и Мышиный король» (1816) и одноимённого балета (1892) Петра Ильича Чайковского.

## Сюжет
Действие мультфильма происходит в конце XIX века. В богатый дом съезжаются на ёлку дети из обеспеченных семей. За их праздником наблюдает девочка-служанка. После праздника, во время уборки зала, она танцует с метлой и находит брошенного Щелкунчика — игрушку, которой раскалывали орехи и чуть не сломали. В девочке просыпается жалость к Щелкунчику, тот оживает и рассказывает девочке о своём прошлом.
Когда-то Щелкунчик был принцем в одном королевстве. В честь первого дня рождения принца король устроил большой приём, и принцу подарили множество игрушек. Неожиданно из глубокого подземелья на крестины явилась трёхглавая Королева Мышей со своим сыном, у которого тоже три головы. Она, недовольная тем, что её не пригласили, сделала королевской чете издевательский подарок — пустой конфетный фантик, а её сын испортил игрушки маленького принца.
После неудачных попыток прогнать незваных гостей король уничтожил Мышиную Королеву, но перед смертью она успела напустить злые чары: принц превратился в Щелкунчика, а королевство и его обитатели замёрзли. Мышиный наследник сбежал, прихватив корону матери и пригрозив неподвижному принцу-щелкунчику, что ещё встретится с ним.
Закончив рассказ, Щелкунчик обнаруживает, что в доме появилась мышиная армия. Её возглавляет Мышиный Король — повзрослевший сын уничтоженной королевы, не скрывающий своего намерения схватить Щелкунчика и покончить с ним. Мышиные солдаты безуспешно пытаются отбить Щелкунчика у девочки, после чего Мышиный Король уменьшает её до игрушечных размеров и берет в плен. Щелкунчик собирает войско из ёлочных игрушек, с боем прорывается через армию мышей и освобождает девочку, но сам попадает в плен к Мышиному Королю.
Желая помешать расправе над Щелкунчиком, девочка запускает в Мышиного Короля своим деревянным башмаком, который сбивает с его головы корону и разбивает её. Мышиный Король теряет свою магическую силу и лопается. Нанюхавшись пахучего дыма, который остался после того, как лопнул Мышиный Король, постепенно чихает и лопается всё мышиное войско. Деревянный башмак девочки превращается в золотую туфельку. Когда Щелкунчик подбирает её, его оболочка трескается, и он принимает свой настоящий облик — прекрасного юного принца. Надев туфельку, девочка превращается в принцессу, и вместе с принцем они отправляются в волшебное путешествие в заколдованное королевство, которое при их появлении оживает и расцветает.
В последних кадрах мультфильма показан пустой огромный зал с ёлкой посередине, в котором на полу лежат деревянные башмаки девочки и остатки деревянной оболочки Щелкунчика — как знак того, что волшебство произошло на самом деле.

## Создатели
- Авторы сценария: Борис Ларин, Борис Степанцев
- Режиссёр: Борис Степанцев
- Художники-постановщики: Анатолий Савченко, Николай Ерыкалов
- Оператор: Михаил Друян
- Комбинированные съёмки: Ян Топпер
- Звукооператор: Борис Фильчиков
- Монтажёр: Изабелла Герасимова
- Художники-мультипликаторы:
  - Юрий Бутырин
  - Марина Восканьянц
  - Виктор Лихачёв
  - Марина Рогова
  - Ольга Орлова
  - Николай Фёдоров
  - Елена Малашенкова
  - Игорь Подгорский
  - Олег Комаров
  - Анатолий Абаренов
  - Иосиф Куроян
  - Лев Рябинин
  - Юрий Кузюрин
- Художники: Ирина Светлица, Вера Харитонова
- Ассистенты: Зоя Кредушинская, Борис Садовников, Вера Кудрявцева
- Редактор: Раиса Фричинская
- Директор картины: Любовь Бутырина

## Награды
- 1974 — VII Всесоюзный кинофестиваль, Баку — Поощрительный диплом за оригинальное художественное решение;
- 1974 — МФ детских и юношеских фильмов в Хихоне (Испания) — Первая премия «Пелайя дель оро»

## Музыка
Основной объём музыки взят из одноимённого балета Петра Ильича Чайковского, при этом некоторые музыкальные фрагменты использованы в другие моменты сюжета и с другими действующими лицами: так, «Китайский танец» звучит в сцене появления Мышиной королевы. Кроме этого, в музыкальной дорожке мультфильма использованы отрывки из партитуры Чайковского, написанной к другим балетам: «Русский танец» (в сцене детей у ёлки и танца с метлой) и «тема Ротбарта» из «Лебединого озера», а также увертюра и «тема злой феи Карабос» из «Спящей красавицы».

## Отличия от книги
Сюжет мультфильма отличается как от оригинальной сказки Э.Т.А. Гофмана, так и от либретто балета Петра Чайковского. В частности, в нём изменена личность главной героини, отсутствуют хозяева дома, обозначен мотив социального неравенства:
- Здесь не показаны взрослые (кроме Короля, Королевы и придворных), отсутствуют принцесса Пирлипат и Дроссельмейеры, а также орех Кракатук. Также не показаны события, предшествовавшие празднику.
- У главной героини балета есть имя — Маша (или Клара). В мультфильме она не называется по имени.
- В мультфильме мини-дворец был тортом, а в книге — заводной игрушкой.
- В фильме Мышиная королева взрывается от чихания, и её хвост обращает принца в Щелкунчика. В книге она была раздавлена и заколдовала Дроссельмейера-младшего укусом.
- В отличие от книги, в фильме главная героиня не получает травмы.
- В сражении не принимают участия куклы главной героини.
- В фильме у Мышиного короля три головы и одна корона, в то время как в книге голов было семь, и корон было тоже семь.
- В мультфильме Щелкунчиком оказывается принц (как в балете), а в книге — Дроссельмейер-младший.